# HOSONO HOUSE
《HOSONO HOUSE》는 1973년 5월 25일에 발매된 핫피 엔도 출신 일본의 음악가 호소노 하루오미의 데뷔 솔로 음반이다.

## 배경
핫피 엔도 해체 직전인 1972년 말 호소노 하루오미는 스즈키 시게루, 마츠토야 마사타카, 하야시 다테오와 카라멜 마마를 결성했다. 스즈키는 핫피 엔도에서의 동료, 마쓰토야와 하야시는 고사카 타다와 포 조 하프의 멤버였다. 호소노, 스즈키, 하야시는 60년대에도 밴드 활동을 함께 한 적이 있었다.이 작품은 카라멜 마마에게 첫 레코딩이었지만 음반에는 아직 카라멜 마마의 이름은 크레딧되지 않았다.
음반 레코딩은 사이타마현 사야마시의 이나리야마 공원 근처에 있는 아메리카 마을의 호소노 자택에서 행해졌다. 자택 녹음은 더 밴드의 《Music from Big Pink》와 제임스 테일러의 《One Man Dog》 등 미국 아티스트의 홈 레코딩에 자극받은 것이 계기였다. 이 무렵 프리 엔지니어가 등장해 도심의 레코딩 스튜디오 이외의 장소에서도 고음질의 레코딩이 가능해졌고, 엔지니어 요시노 카네츠구에게도 본작 레코딩이 독립 후 첫 일이었다. 도심 출퇴근에는 조금 불편하지만 넓이에 비해 저렴해 시간에 크게 얽매이지 않는 자영업자들에게 인기가 있었고, 호소노는 72년 가을에 협산으로 옮겨 살았다. 전후해 코사카나 니시오카 쿄조라고 하는 뮤지션, 일러스트레이터 스즈키 코지, 디자이너 집단 "WORK SHOP MU!!"의 멤버들도 그 주민이 되었다. 녹음할 때는 거실룸에 시그마사 16트랙 믹싱 콘솔이 놓였고 연주에는 8첩 정도의 침대룸이 사용됐다. 앰프로부터 직접 녹음하는 라인 녹음이 아닌, 생음을 중시하여 좁은 방에서의 연주를 녹음했기 때문에, 음의 돌림이 본작 특유의 사운드를 낳는 결과가 되었다. 녹음은 매일 오후에 5시간가량 진행됐고 3일에 하루 쉬는 페이스로 진행돼 2월 15일부터 3월 16일까지 약 한 달 만에 종료됐다.
오리지널 음반은 크래프트 종이가 없어 속주머니에 표준시간 음반 시대를 연상시키는 비둘기론이 사용됐고 가사 카드는 작은 부클릿 형식이라는 체재였다. 아트 디렉션에 대해 사진가 노가미 마히로는 "《HOSONO HOUSE》 때는 심플하게 하자고 호소노군의 얼굴 업 사진으로 하게 되었습니다. 겉은 수수하게 하고, 뒷면은 핑크색으로 한다는 안도 있었지만, 결국 검은색이 되었습니다. 안에 작은 부클릿이 들어가 있고 레이블도 굉장히 멋있고 토탈 디자인으로도 너무 멋있었습니다."라고 이야기하고 있다.

## 곡 목록
스즈키 료코와 나카야마 야스시가 작사한 〈파티〉를 제외하고, 모든 곡들은 호소노 하루오미에 의해 작사/작곡하였다.
| #  | 제목                                                     | 재생 시간 |
| -- | -------------------------------------------------------- | --------- |
| 1. | 〈로카 바이 마이 베이비 (ろっか・ばい・まい・べいびい)〉 | 3:15      |
| 2. | 〈나는 좀 (僕は一寸)〉                                   | 3:52      |
| 3. | 〈CHOO CHOO 덜컹덜컹 (CHOO CHOO ガタゴト)〉              | 3:25      |
| 4. | 〈마지막 계절 (終わりの季節)〉                           | 3:12      |
| 5. | 〈겨울나기 (冬越え)〉                                    | 3:15      |

| #  | 제목                                           | 재생 시간 |
| -- | ---------------------------------------------- | --------- |
| 1. | 〈파티 (パーティー)〉                          | 2:02      |
| 2. | 〈복은 안으로 귀신은 밖으로 (福は内 鬼は外)〉  | 2:28      |
| 3. | 〈주소 부정 무직 저수입 (住所不定無職低収入)〉 | 2:35      |
| 4. | 〈사랑은 복숭아빛 (恋は桃色)〉                 | 2:47      |
| 5. | 〈장미와 야수 (薔薇と野獣)〉                   | 4:24      |
| 6. | 〈같이 쓴 우산 (相合傘)〉                      | 0:18      |